# Argimiro Álvaro García Rodríguez
Argimiro Álvaro García Rodríguez OFMCap (* 27. September 1905 in Espinosa de Cerrato; † 16. Dezember 1991) war ein spanischer römisch-katholischer Ordensgeistlicher und Apostolischer Vikar von Tucupita in Venezuela.

## Leben
Argimiro Álvaro García Rodríguez trat der Ordensgemeinschaft der Kapuziner bei und empfing am 14. Juni 1930 das Sakrament der Priesterweihe.
Am 19. Dezember 1955 ernannte ihn Papst Pius XII. zum Titularbischof von Coropissus und zum ersten Apostolischen Vikar von Tucupita. Der Apostolische Nuntius in Venezuela, Erzbischof Raffaele Forni, spendete ihm am 8. Juli 1956 die Bischofsweihe; Mitkonsekratoren waren der Apostolische Vikar von Machiques, Miguel Saturnino Aurrecoechea Palacios OFMCap, und der Apostolische Vikar von Caroní, Constantino Gómez Villa OFMCap.
García Rodríguez nahm an allen vier Sitzungsperioden des Zweiten Vatikanischen Konzils teil. Papst Johannes Paul II. nahm am 25. November 1985 das altersbedingte Rücktrittsgesuch von Argimiro Álvaro García Rodríguez an.